# SECR-Klasse N1
Die Klasse N1 war eine Baureihe von sechs Schlepptenderlokomotiven, die von der South Eastern and Chatham Railway (SECR) entwickelt wurde. Die erst Lokomotive wurde jedoch erst nach der Reorganisation der britischen Eisenbahngesellschaften bei der Southern Railway (SR) in Dienst gestellt, die fünf weitere Lokomotiven nachbaute. Diese leichten, leistungsfähigen Mehrzwecklokomotiven stellten die Dreizylindervariante der Klasse N dar und konnten sowohl im Personenverkehr als auch vor schnellen Güterzügen eingesetzt werden. 
Der Entwurf der Lokomotive der Bauart 1’C h3 stammt von Richard Maunsell, dem Chief Mechanical Engineer (CME) der SECR. Im Vergleich zur N-Klasse waren die Lokomotiven nicht leistungsfähiger, konnten jedoch auf der Hastings Line mit eingeschränktem Tunnelprofil eingesetzt werden, da ihre Zylinder etwas kleiner waren. Dies war auch der Grund, weshalb Maunsell fünf weitere Lokomotiven bauen ließ.
Nach dem Zweiten Weltkrieg waren die Lokomotiven weiter bei British Railways im Einsatz und wurden bis zur Elektrifizierung vor den im Sommer an Samstagen verkehrenden Entlastungszügen an die Küste von Kent eingesetzt. Nach der Elektrifizierung wurde die alle Lokomotiven der N1-Klasse nach Tonbridge verlegt, wo sie die Strecke bis Redhill, die Brighton Main Line und andere Teile der Central Section der ehemaligen Southern Region bedienten. 1962 wurden schließlich alle Lokomotiven ausgemustert.

## Technik

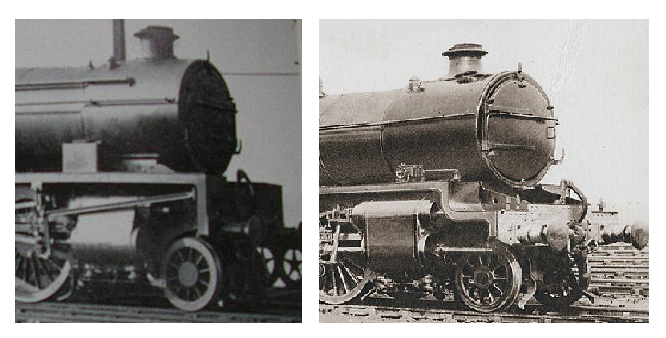
Unterschiedliche Ausbildung der Frontpartie bei der N1-Klasse (links) und der N-Klasse (rechts)

Die Klasse N1 war die Dreizylindervariante der Klasse N. Im Gegensatz zu den zwei Zylindern der N-Klasse verfügten die Lokomotiven der Klasse N1 über einen zusätzlichen Zylinder, dessen Triebwerk im Rahmen zwischen den Kuppelrädern angeordnet war. Alle drei Zylinder hatten den gleichen Durchmesser von 406 mm (16 in), was 76 mm (3 in) kleiner war als der Durchmesser der Zylinder der N-Klasse. Die Vorserienlokomotive A822 war mit einer Holcroft-Steuerung für den Innenzylinder ausgestattet, die den Schieberantrieb von den Voreilhebeln der Walschaerts-Steuerung des Außenzylinder abnahm. Die Bewegung wurde von Schubstangen, die außen an den Zylindern vorbei führten, zu einem hinter der Pufferbohle liegenden Hebel gebracht, der den Schieber des Innenzylinders antrieb. Bei den Serienlokomotiven erhielten alle drei Zylinder die Walschaerts-Steuerung, wobei die Vorserienlokomotive später an die Serienlokomotiven angepasst wurde. Äußerlich ähnelte das Erscheinungsbild der Lokomotive stark der Klasse N, wobei der Hauptunterschied die klobig wirkende, nach oben verlängerte Pufferbohle war. Zudem waren die Außenzylinder für das Auge kaum erkennbar kleiner. Wie bei den Lokomotiven der Klasse N wurden später niedrige Windleitbleche angebracht.

Nr. A822 mit Holcroft Steuerung für den Innenzylinder
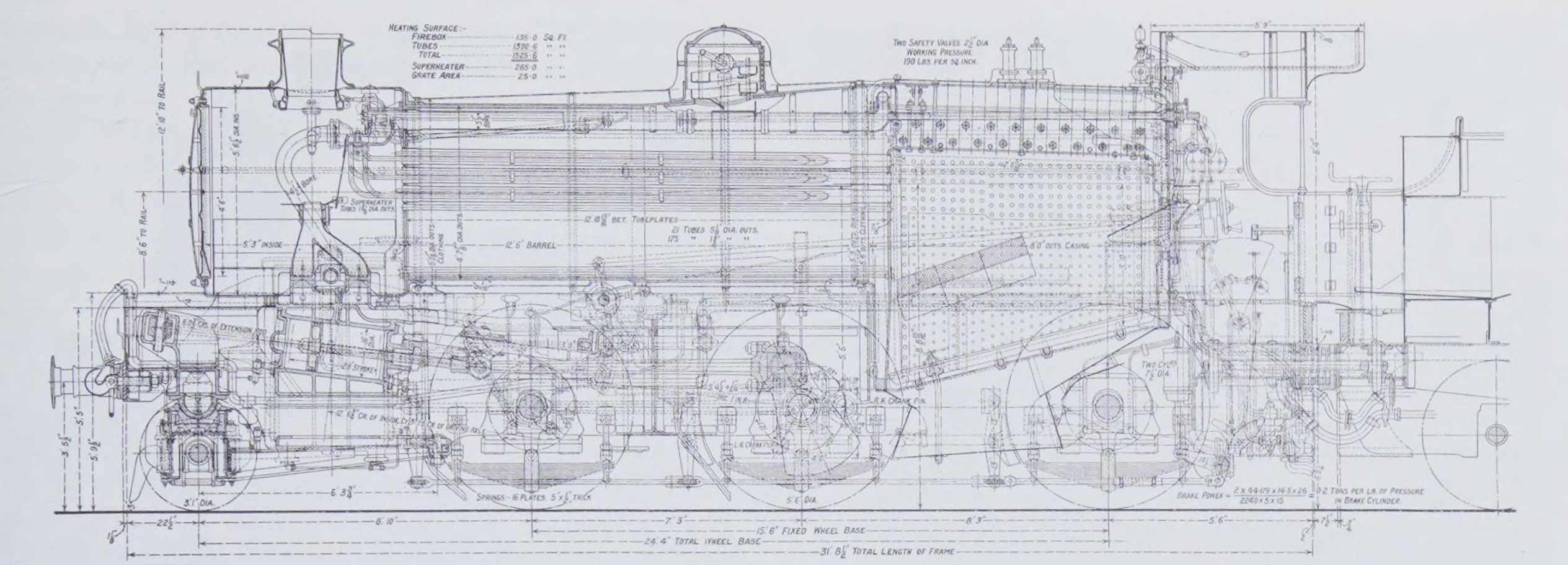
Aufriss
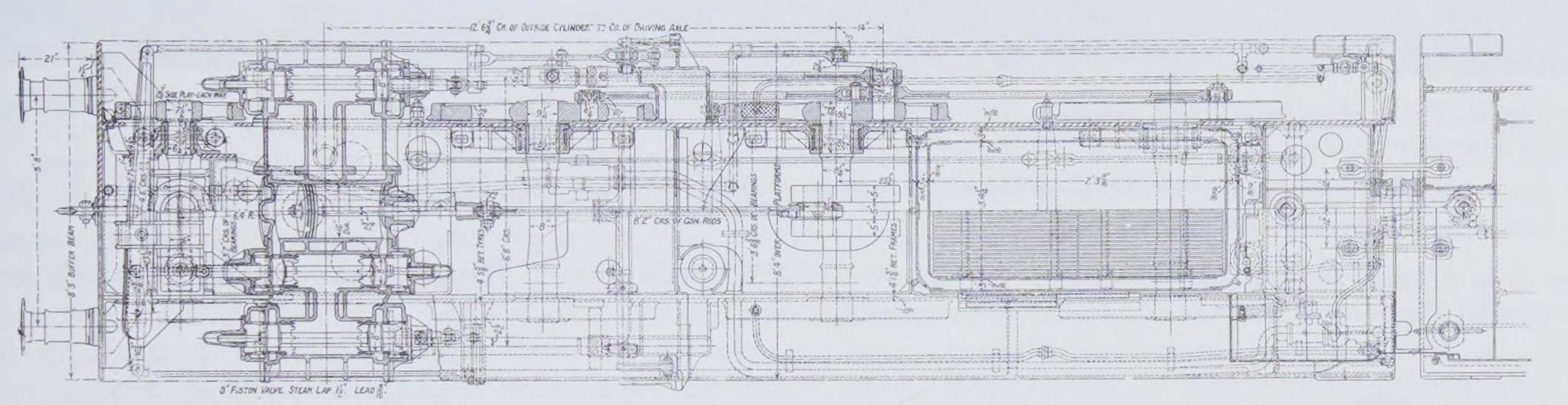
Grundriss
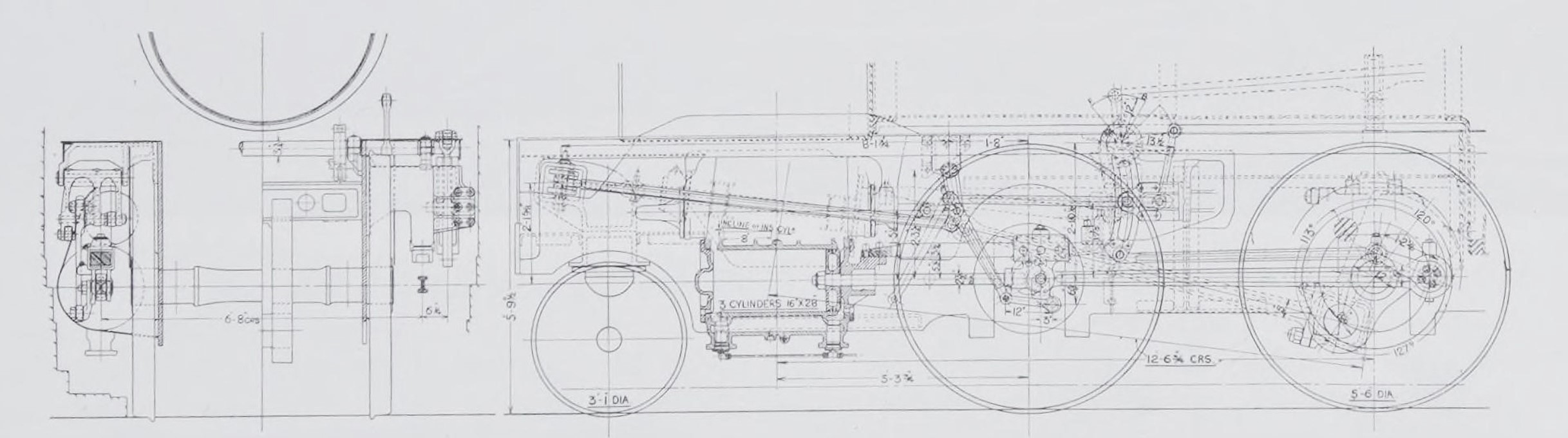
Schitt durch das Innentriebwerk
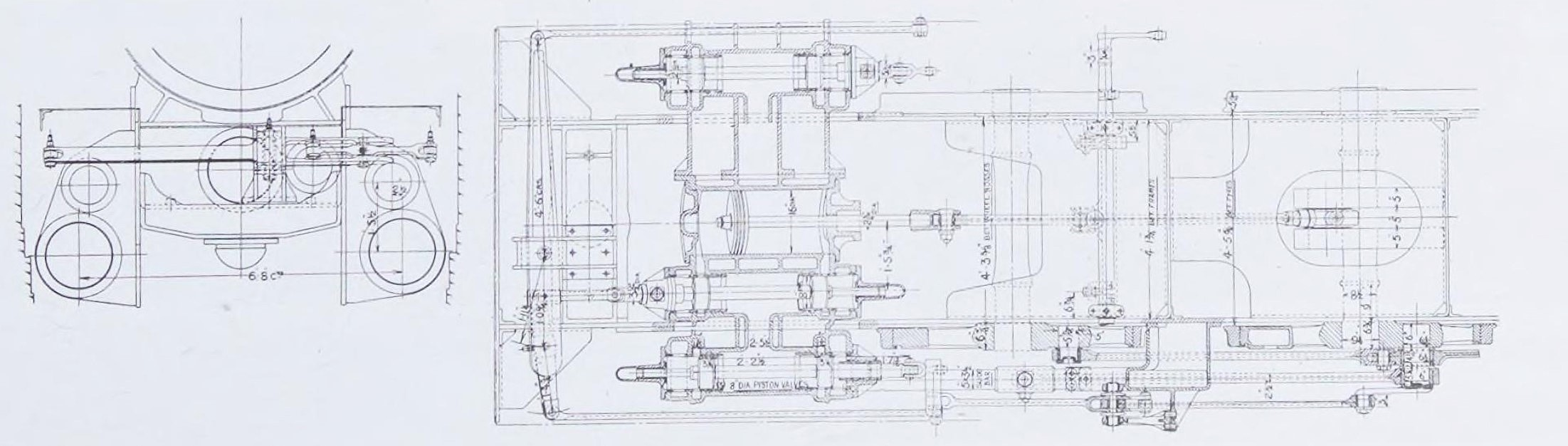
Grundriss des Innentriebwerks

## Nummernliste
| SR-Nummer bei Ablieferung | SR-Nummer ab 1928 | BR-Nummer | Baujahr | Ausmusterung |
| ------------------------- | ----------------- | --------- | ------- | ------------ |
| A822                      | 1822              | 31822     | 1923    | 1962         |
| A876                      | 1876              | 31876     | 1930    | 1962         |
| A877                      | 1877              | 31877     | 1930    | 1962         |
| A878                      | 1878              | 31878     | 1930    | 1962         |
| A879                      | 1879              | 31879     | 1930    | 1962         |
| A880                      | 1880              | 31880     | 1930    | 1962         |